# Allantus calceatus
Allantus calceatus är en stekelart som först beskrevs av Johann Christoph Friedrich Klug 1818.  Allantus calceatus ingår i släktet Allantus, och familjen bladsteklar. Arten är reproducerande i Sverige.